# Pietati proximum
Pietati proximum, známá také jako Zlatá bula rietská, byla papežskou bulou vydanou papežem Řehořem IX. 3. srpna 1234 v Rieti. Papež v ní potvrdil řádu německých rytířů držení Chełmského panství, které se nacházelo na východ od dolního toku Visly. Zároveň povrdil i další území obsazená řádem nacházející se v Prusku jako území „ve věčném a svobodném vlastnictví“ řádu. Řád německých rytířů podléhal pouze autoritě papeže a žádné jiné feudální autoritě. O Zlatou bulu z Rieti, která byla formálně ústně vyhlášena, požádal řád německých rytířů v srpnu nebo září 1230. Díky velkému úsilí velmistra řádu Heřmanna ze Salzy se nakonec podařilo získat bulou i písemné potvrzení.
Bula z Rieti ze 3. srpna 1234 odpovídá Zlaté bule z Rimini, kterou vydal v roce 1226 německý císař a smlouvě polského vévody Konráda z Kruschwitz z Dolního Slezska.
Bula z Rieti byla potvrzena papežem Alexandrem IV. 26. července 1257.